# 57 razões para os Suicídios na Pedreira de Ardósia
"57 Razões para os Suicídios na Pedreira de Ardósia" (tradução literal) é um conto de terror, de 2013, de Sam J. Miller, publicado pela primeira vez na revista Nightmare, especializada em terror e fantasia. 

## Sinopse
Jared é um adolescente que lista as razões pelas quais ele controlou mentalmente um grupo de agressores (bullies) para cometer suicídio em massa.
Depois de descobrir que tem a habilidade de fazer outras criaturas vivas imitarem suas próprias ações, Jared revelou seu poder ao seu melhor amigo, Anchal. Eles foram inspirados a se vingar dos seis companheiros de equipe de natação de Jared, que frequentemente assediam Jared por ser gay, atraindo-os para as pedreiras de ardósia locais e matando-os.

## Recepção
"57 razões para os suicídios na pedreira de ardósia" ganhou o Prêmio Shirley Jackson (Shirley Jackson Award), de 2013. 
Tangent Online elogiou a história e considerou-a "impregnada de anseios não atendidos e raiva frustrada". 

## Pano de fundo
Miller afirmou que a história é "sobre como o privilégio distorce os relacionamentos das pessoas e pode transformá-las em monstros",  e enfatizou que "(a) verdadeira razão para [as ações de Jared] não é nenhuma das 57 que Jared lista." 